# Pseudaugaptilus polaris
Pseudaugaptilus polaris är en kräftdjursart som beskrevs av Brodsky 1950. Pseudaugaptilus polaris ingår i släktet Pseudaugaptilus och familjen Augaptilidae. Inga underarter finns listade i Catalogue of Life.